# Le Roi du bla bla bla
Pour les articles homonymes, voir Blah Blah Blah.
Pour plus de détails, voir Fiche technique et Distribution.
Le Roi du bla bla bla est un film français réalisé par Maurice Labro en 1950, sorti en 1951.

## Synopsis
Honnête camelot, Prosper Bourrache est pris pour un caïd par deux gangsters : Moustique et Gino, qui l'entraînent dans le casse de l'hôtel particulier d'un banquier marron, Lafare. Prosper aura bien du mal à se tirer de cette situation. Il fera tout de même arrêter la bande de gangsters et séduira la femme du caïd.

## Fiche technique
- Titre : Le Roi du bla bla bla
- Réalisation : Maurice Labro, assisté de Claude Boissol
- Scénario : Louis d'Yvre
- Adaptation, dialogues : Louis d'Yvre, Claude Boissol
- Photographie : Pierre Petit
- Cadreur : Pierre Lebon
- Montage : Germaine Fouquet
- Musique : René Sylviano
- Décors : Marcel Magniez
- Son : Jean Bonnafoux
- Maquillage : Igor Keldich
- Photographe de plateau : Raymond Heil
- Script-girl : Odette Lemarchand
- Régisseur général : Michel Choquet
- Chef de production : Georges Combret
- Société de production : Radius Productions (France)
- Société de distribution : Cocinor
- Pays de production :  France
- Tournage du 10 juillet au 25 août 1950
- Format : Noir et blanc — 35 mm — 1,37:1 — Son mono
- Genre : Comédie et film de gangsters
- Durée : 95 minutes
- Date de sortie : 
  - France : 10 janvier 1951
- Affiche : Fernand François (France)

## Distribution
- Louis de Funès : Gino, un gangster
- Roger Nicolas : Prosper Bourrache, l'honnête camelot
- Jean Tissier : Mr Lafare, le banquier marron
- Christian Duvaleix : Moustique, un gangster
- Lise Delamare : Lucienne Lafare, la femme du banquier
- Jean-Jacques Delbo : Loustot, un gangster
- Jean Richard : Jacques
- Irène de Trébert : La femme du caïd
- Paul Azaïs : Bébert, un gangster
- Robert Lombard : Hubert
- Albert Michel : Charlie
- Serge Berry : Vivarol
- Nicole Guezel ou Gamma : Madeleine
- Ben Chemoul : Riri
- Marcel Loche : Un domestique